# 俳協ボイスアクターズスタジオ
俳協ボイス（はいきょうボイス）は、「東京俳優生活協同組合」（俳協）が声優育成のために運営している俳協付属の声優養成所。旧名称は俳協ボイスアクターズスタジオ。

## 概要
東京都新宿区上落合の俳協「上落合事業所」（通称「TACCS1179」）にレッスンスタジオがある。以前は大阪府大阪市中央区淡路町に大阪校もあったが現在は閉校し存在しない。
応募資格は16歳から38歳。春期、秋期の年2回受講生を募集をしており、教育期間は半年間で週1回のレッスン。教育期間終了後に審査があり、それに合格した者だけが上級クラスであるプロダクションクラスに進むことができる。その上級クラスでの半年間の教育期間終了後に審査があり、それに合格した者だけが俳協に所属することができる。
声優養成所ではあるが、DJ.ナイク、佐藤アサト、夕城千佳、柳沢真由美など、ナレーターとして活躍している卒業生も多い。
講師には、俳協設立メンバーの中村正や、俳協演劇研究所の第1期生の小野田英一などがいる。

## 出身者

### 男性
- 関智一（第1期生）
- DJ.ナイク（第2期生）
- 遠近孝一（第5期生）
- 諏訪部順一（第8期生）
- 山岸功（第11期生）
- 岸尾だいすけ（第12期生）
- 今村卓博（第14期生）
- 眞水徳一（第14期生）
- 新居祐一（第15期生）
- 佐藤アサト（第16期生）
- 針谷桂樹（第17期生）
- 古島清孝（第19期生）
- 北大輔（第20期生）
- 出先拓也（第25期生・大阪校第1期生）
- 井口祐一（第27期生）
- 清水秀光（第27期生）
- 内匠靖明（第28期生）
- 久保田竜一（第30期生）
- 吉田真澄（第30期生）
- 飯場章雅（第31期生）
- 長谷川京平（第31期生）
- 横田成吾（第31期生）
- 斎藤晃一（第32期生）
- 江越彬紀（第34期生・大阪校第10期生）
- 大家佑翔（第34期生）
- 長谷川裕貴（第34期生）
- 中野駿（第35期生）
- 山口恵（第35期生）
- 滝谷将太（第42期生）
- 松本章太郎（第43期生）
- 金子誠（第44期生)
- 熊谷健太郎（第45期生）
- 宮崎遊（第46期生）
- 梶原岳人（第48期生）
- 北口聖（第50期生）
- 岡部悟（第51期生）
- 相川由冴（第52期生）
- 荒井亮裕（第52期生）
- 大村涼（第52期生）
- 岩瀬善太郎（第53期生）
- 大下昌之（第53期生）

### 女性
- 長沢美樹（第1期生）
- 佐藤もとこ（第4期生）
- 茂呂田かおる（第4期生）
- 萩原えみこ（第7期生）
- 田口宏子（第8期生）
- 石川静（第10期生）
- 大原さやか（第11期生）
- 夕城千佳（第12期生）
- 柳沢真由美（第13期生）
- 岡本りか（第14期生）
- 京井幸（第15期生）
- 岡本芳子（第17期生）
- 水原英里（第18期生）
- 遠野まりこ（第19期生）
- 佐藤利奈（第19期生）
- 樋口あかり（第21期生）
- 洪英姫（第22期生）
- 上原みな（第23期生）
- 尾島圭美（第24期生）
- 野引香里（第24期生）
- 斎藤綾（第25期生）
- 野浜たまこ（第25期生）
- 吉田美穂（第25期生）
- 蒼井里紗（第26期生）
- 城嶋祐子（第26期生）
- 矢澤喜代美（第26期生）
- 菅谷弥生（第27期生）
- 野田絵里香（第27期生）
- 谷口恵美（第28期生）
- 佐竹海莉（第28期生）
- 福田奈央（第30期生）
- 水野マリコ（第30期生）
- 峰川真実（第31期生）
- 上田早紀（第32期生）
- 神庭奈央（第32期生）
- 宮崎まどか（第32期生）
- ハヤコ（第32期生）
- 西坂希美（大阪校第8期生）
- 杉山由季（第33期）
- 遠藤靖葉（第34期生）
- 村中知（第34期生）
- 望月ひとみ（第34期生）
- 慶長佑香（第35期生）
- 田中登紀子（第35期生）
- 中里望（第35期生）
- 荒川美穂（第36期生）
- 伊藤安奈（第36期生）
- 後藤真里奈（第36期生）
- 花島あや花（第37期生）
- 木村珠莉（第38期生・大阪校第14期生）
- 熊崎友香（第38期生）
- 高橋未奈美（第38期生）
- 田澤茉純（第39期生）
- 徳光実鈴（第39期生）
- 森下来奈（第39期生）
- 相沢美衣（第40期生）
- 鈴木絵理（第40期生）
- 九川由梨奈（第41期生）
- 篠崎野乃花（第41期生）
- 徳弘早紀（第41期生）
- 山田由梨奈 （第41期生）
- 糸満綾（第42期生）
- 沙来（第42期生）
- 青山優子（第43期生）
- 平田栞莉（第43期生）
- わたなべ美夢（第43期生）
- 吉川彰乃（第44期生）
- 反町有里（第46期生）
- 橘里咲（第46期生）
- 武藤香奈（第46期生）
- 伊吹茅紘（第48期生）
- まりな（第48期生）
- 湊みや（第61期生）
- 百瀬帆南（第61期生）